# 大きさについての無矛盾性
量子化学分野において、大きさについての無矛盾性（おおきさについてのむむじゅんせい、英: size consistency）および示量性（しりょうせい、英: size extensivity）は系の大きさが変化した場合の計算結果の振る舞いを表す概念である。大きさについての無矛盾性（あるいは英: strict separabilityとも）は、距離が離れるなどして分子系における相互作用が無くなった場合、エネルギーの振る舞いが無矛盾であることを保証する。Bartlettにより導入された示量性は、電子数の増加に対して正確に（線形に）スケールするという形式的な数学的性質である。
例えばAとBを相互作用の2つの系としよう。ある理論がエネルギーについて大きさについて無矛盾であるとき、電子密度が共有されていないほど十分にAとBが離れたようなA+Bの系のエネルギーは、Aの系のエネルギーとBの系のエネルギーの和と一致する。
{\displaystyle E(A+B)=E(A)+E(B)}
大きさについての無矛盾性は、解離曲線を正しく得る場合に特に重要となる。最近になってポテンシャルエネルギー曲面全体が明確に定義されている必要があると主張されている 。
文献によっては大きさについての無矛盾性と示量性を同じ意味で使用しているが、両者の間には極めて重要な違いがある
。
ハートリー＝フォック法、クラスター展開法、（任意次数の）多体摂動論は示量性を示すが必ずしも大きさについての無矛盾性を示さない（full CI法は両者を満たす）。
例えば制限ハートリー＝フォック法は水素分子の解離曲線を正確に記述できず、したがって全てのポスト-ハートリー-フォック法はFull CI法を除き同様に記述できない。
形式的に大きさについて無矛盾な手法においても、数値誤差により大きさについて無矛盾ではない振る舞いをすることもある。
Core-extensivityは別の関連した性質であり、その要請を励起状態の適切な取り扱いへと拡張している。